# Chill-out (Musik)
Chill-out (abgekürzt als Chill; auch Chillout oder Chill out) ist eine unscharf definierte Form von populärer Musik, die sich durch langsame Tempi und eine entspannte Stimmung auszeichnet. Die Definition von „Chillout-Musik“ hat im Laufe der Jahrzehnte mehrere Wandel erlebt und bezieht sich im Allgemeinen auf alles, was als moderne Art des Easy Listening eingeordnet werden kann. Zu den Genres, die mit „Chill“ in Verbindung gebracht werden, gehören EDM, Downtempo, Klassik, Tanzmusik, Jazz, Hip-Hop, Weltmusik, Pop, Lounge und Ambient.

## Ursprung
Der Begriff wurde 1989 durch einen Bereich des Nachtclub Heaven in London namens "The White Room" geprägt. Zweck des Raums war es Gästen die Möglichkeit zu geben, sich von der schnelleren Musik der Haupttanzfläche zu erholen (siehe Chill-out Zone). Die DJs erstellten Ambient-Mixe basierend auf Werken von Künstlern wie Brian Eno, Pink Floyd, den Eagles, Mike Oldfield, 10cc oder War. Dies fiel zeitlich mit der kurzlebigen Erscheinung des Ambient House zusammen, auch bekannt als "New Age House".
Die Nachfrage nach Ambient House ging nach Mitte der 1990er Jahre aufgrund der Marktsättigung zurück. In den frühen 2000er Jahren begannen DJs im Café Del Mar auf Ibiza, Ambient-House-Mixe zu kreieren, die sich auf Jazz-, Klassik-, Hispanic- und New-Age-Quellen stützten. Sie nannten ihr Produkt "Chill-Out-Musik", und es weckte ein wiederbelebtes Interesse an Ambient House bei der Öffentlichkeit und den Plattenfirmen. Die Popularität von Chill-out dehnte sich anschließend auf spezielle Satellitenradiokanäle, Outdoor-Festivals und die Veröffentlichung von Tausenden von Kompilationen aus. Folglich verlagerte sich das populäre Verständnis von "Chill-out-Musik" weg von "Ambient" und hin zu einem eigenen Genre. Musikkritiker standen der Musik bis dahin im Allgemeinen ablehnend gegenüber.

## Eigenschaften
Es existiert keine exakte Definition des Begriffes Chill-out, was eine genaue Abgrenzung erschwert. Typischerweise zeichnet sich Chill-out aber durch langsame Rhythmen, Sampling, eine tranceartige Natur, Drop-out-Beats und eine Mischung von elektronischen und akustischen Instrumenten aus. Rick Snomans schrieb in seinem 2013 erschienenem Buch Dance Music Manual, dass jedes Musikstück, welches unter dem Tempo von 120 BPM verbleibt und einen entspannte Stimmung vermittelt, als Chill-out klassifiziert werden könnte.

## Streaming
Streaming wurde 2016 zur dominierenden Einnahmequelle der Musikindustrie. Während dieses Jahrzehnts erzeugte Spotify einen Trend, der in der Branche als „Lean Back Listening“ bekannt wurde. Hierbei ist die Musik auf einen Hörer ausgerichtet, der weniger über den Künstler oder das abgespielte Album nachdenkt, sondern viel mehr nach Musik sucht, die zu der aktuellen Stimmung oder den Aktivitäten passt. Ab 2017 enthielt die Titelseite des „Durchsuchen“-Bildschirms des Dienstes viele algorithmisch ausgewählte Wiedergabelisten mit Namen wie „Chilled Folk“, „Chill Hits“, „Evening Chill“, „Chilled R&B“, „Indie Chillout“ und  "Chill Tracks", welche zahlreiche „Chill-Pop“-Künstler förderten. Im Jahr 2017 wurde eine Form von Downtempo-Musik, die als „Chillhop“ oder „Lo-Fi-Hip-Hop“ bezeichnet wird, in YouTube-Musik-Streams beliebt. Bis 2018 hatten mehrere dieser Kanäle Millionen von Followern angezogen und Spotifys Playlist „Chill Hits“ hatte 5,4 Millionen Zuhörer.